# Агостиньо Нето
Агостиньо Нето (на португалски: António Agostinho Neto) е поет, политик и първи президент на Ангола.
Нето се ражда на 17 септември 1922 година. Баща му Агосиньо Педро Нето е протестантски пастор, както и майка му Мария да Силва Нето – учител. Което до известна степен предопределя неговата антиколониална позиция, тъй като в португалските колонии господства католицизма. През 1947 година се записва да следва медицина в Университета на Коимбра, а след това и в Лисабон. През 1951 година попада в затвора, а през 1955 година е повторно задържан от Португалската тайна политическа полиция (PIDE). По това време в Ангола се ражда комунистическото Народно движение за освобождение на Ангола - Партия на труда. През 1958 година завършва медицинският факултет на университета в Коимбра, като в същия ден се жени за Мария Еужения, а на 30 декември 1959 година се завръщат в Ангола.
На 11 ноември 1975 година, веднага след като Ангола получава независимост от Португалия, Агостиньо Нето става първият президент на страната. Поема курс към строителство на социализма в Ангола. Ситуацията в страната е сложна, тъй като цари разруха.
На 10 септември 1979 година умира в болница в Москва.
Днес университетът в Луанда е кръстен на негово име, а през 1975 – 1976 получава Ленинска награда за мир.